# Зенков, Андрей Анатольевич
Андрей Анатольевич Зенков (род. 10 ноября 1961, Апатиты, Мурманская область, РСФСР) — советский биатлонист, чемпион мира 1985 года.

## Спортивная карьера
Лучшим результатом в карьере Андрея Зенкова является золотая медаль в эстафете 4×7,5 км чемпионата мира 1985 в Рупольдинге. В индивидуальной гонке на 20 км он занял 13 место.
На этапах Кубка мира в активе Зенкова одна победа в индивидуальной гонке на 20 км в сезоне 1986/1987.